# Uzbel-Pass
Der Uzbel-Pass (Uzbel Shankou; chinesisch chinesisch 乌孜别里山口, Pinyin Wuzibieli Shankou; englisch Uzbel Pass) ist ein Grenzpass der Sarikolkette (chin. 萨雷阔勒岭; engl. Sarykol Range) im äußersten Westen der Volksrepublik China.
Er verbindet den Kirgisischen Autonomen Bezirk Kizilsu des autonomen Gebietes Xinjiang im Kreis Akto mit Tadschikistan.